# Pampa Alta
Pampa Alta era una localidad del departamento Deseado en la provincia de Santa Cruz, Argentina. Aunque no detentó un centro poblacional con forma de pueblo, las estancias que rodean la zona de la estación conformaron un tipo de localidad con población rural dispersa. 

## Toponimia
Tomó su nombre de su estación. A su vez, se explica que la palabra Pampa deriva de la lengua quechua cuyo significado es llanura. Si bien, la meseta patagónica que le da singular forma al sitio donde se emplazaba la estación, su aspecto en este punto es de una inmensa llanura elevada. También, se intentó imponer el nombre "Ing. Giovacchini"; quien fuera ministro de Obras Públicas de la nación. Sin embargo, esto no prosperó y se impuso el actual.
La denominación Pampa Alta se impuso en forma definitiva el 8 de octubre de 1914 por un decreto presidencial dictado en reemplazo de la progresión kilométrica que hasta ese tiempo imperaba.

## Historia
La localidad de Pampa Alta se inició con la llegada de las obras del Ferrocarril Puerto Deseado a Colonia Las Heras y la creación de la estación homónima el 7 de octubre de 1914. La estación fue emplazada en el kilómetro 41 y pensada inicialmente como de tipo tercera clase. No obstante, su uso se tornó inferior a esa categoría ya que se desempeñaba como «embarcadero» de servicios de pasajeros y cargas. En un informe de 1958 se especificó: «Se emite guía, con indicación del embarcadero, a o de la estación más allá. Habilitado únicamente para el recibo de cargas únicamente por vagón completo y con flete pagado en procedencia y para el despacho también por vagón completo con flete a pagar en destino». Para sus tareas se valía de: apartadero 613 m., desvíos 733 m., estanque Piggott 32 m³. y caseta caminero. Además, Pampa Alta contaba con agua relativamente al alcance por tener la capa freática a 9.15 m.
En tanto, como localidad en 1921 por un decreto del presidente Yrigoyen.El trazado semiurbano se hizo sobre un predio de 2.000 ha cercanas a la estación ferroviaria. Sin embargo, los intento de crear un pueblo no se materializaron y como resultado Pampa alta nunca fue más que la estación y algunas personas cercanas. Esto se demuestra en el hecho de que el censo territorial realizado en 1920 no arroja información de población en la localidad. Como dato de respaldo, la guía de Correos y Telégrafos de 1934 proporciona una estimación de las poblaciones del ramal y Pampa Alta no fue tenida en cuenta. La ausencia de datos de parte del correo sobre esta localidad se explica porque a diferencia de otras estaciones del ferrocarril Pampa Alta fue la única estación que no detentó ninguna estafeta postal.
A pesar del fracaso en el poblamiento de la localidad, Pampa Alta tenía gran importancia para el ferrocarril ya que en sus inmediaciones se ubican los manantiales de Oeste, claves para la provisión de agua para las máquinas a vapor y vitales en una zona muy árida. Esta ubicación de intensa cantidad de agua obligó que en el cercano kilómetro 30 se erigiera el único puente - alcantarilla: que permite que el ramal atraviese un arroyo. Precisamente, gracias a estas napas se ejecutó un pozo con el que Puerto Deseado y otras localidades tuvieron acceso a la escasa agua. La misma fue transportada por vagones-tanques y repartida por los carros aguateros. Este trabajo se llevó a cabo hasta 1946 cuando se construyó el acueducto de Puerto Deseado.
La última mención de la localidad es un informe de 1951 confeccionado por la ex Gobernación Militar de Comodoro Rivadavia detalló las estaciones y localidades más importantes del ferrocarril y Pampa Alta no fue mencionada.Su rápido despoblamiento en parte es explicado la languidez del funcionamiento del ferrocarril que en un principio se enlazaba con las estancias mediante pesadas chatas que acarreaban la producción a las estaciones más cercanas. Luego estas fueron reemplazadas por el camión que se desplazaba desde las estancias directamente hasta el puerto.
El acentuado declive se terminó confirmado en el informe del Ferrocarril Patagónico efectuado en 1957. El mismo enumera las localidades significativas de todo el Ferrocarril de Puerto Deseado a Las Heras. La lista solo menciona con detalle las cifras poblacionales de Deseado y Las Heras. En tanto, las demás poblaciones intermedias entre ambas punta de rieles fueron clasificadas de escasa población y sumaron entre todas apenas 1500 habitantes. 
Uno de los últimos registros de la localidad se dio en un mapa del instituto geográfico militar de los años 1960. En este documento se escribió el nombre de la estación-localidad con tinta negrita lo que indica alta importancia para el ferrocarril o cantidad poblacional significativa.
El tren finalizó sus operaciones en julio de 1978, lo que acentuó el éxodo de su población.
Ya para inicios de los años 1990 solo se podía encontrar en pie el andén de la estación. Siendo su falta de población, en torno a la estación, el principal motivo de su depredación. Hoy en día se encuentra totalmente destruida por obra del vandalismo sin control y el feroz clima patagónico. Sólo quedan en pie las paredes de la casa del jefe de estación, el tanque de agua y es posible observar ruinas de la estación con trazas del andén.
Luego del cierre del ferrocarril, Pampa Alta y su entorno rural no volvieron a ser aludidas por censos y medios de comunicación. De este modo, la memoria de la localidad pronto se perdió en forma definitiva aunque mantenga leve o nula población rural. No obstante, algunos mapas aun recogen el nombre de la población como es el caso de Google Maps.
El 8 de julio de 2008, en un acto realizado en la Casa Rosada por Cristina Fernández de Kirchner, la Secretaría de Transporte, a cargo de Ricardo Jaime y dependiente del Ministerio de Planificación de Julio De Vido, adjudicó el reacondicionamiento y rehabilitación del tren patagónico.No obstante, Pampa Alta no fue incluida en la lista de los puntos a rehabilitar o tenida en consideración en el mapa del ferrocarril que presentaba los puntos claves del ferrocarril.A pesar de la gran suma invertida por el estado y la inauguración en 2015 de las obras por parte del gobierno peronista el ferrocarril no volvió a funcionar y gobierno fue acusado de un perjuicio de $92.000.000 de obra pública malversada.

En octubre de 2024 el gobernador Claudio Vidal anticipó que trabaja en el proyecto de recuperación del ferrocarril. El político aseguró que el tren cubriría los 285 kilómetros de recorrido. Sin embargo, Pampa Alta no fue nombrada en la lista de puntos a rehabilitar y tampoco estuvo aludida en el mapa del trazado ferroviario presentado por el proyecto que contiene los puntos más importantes del ferrocarril.

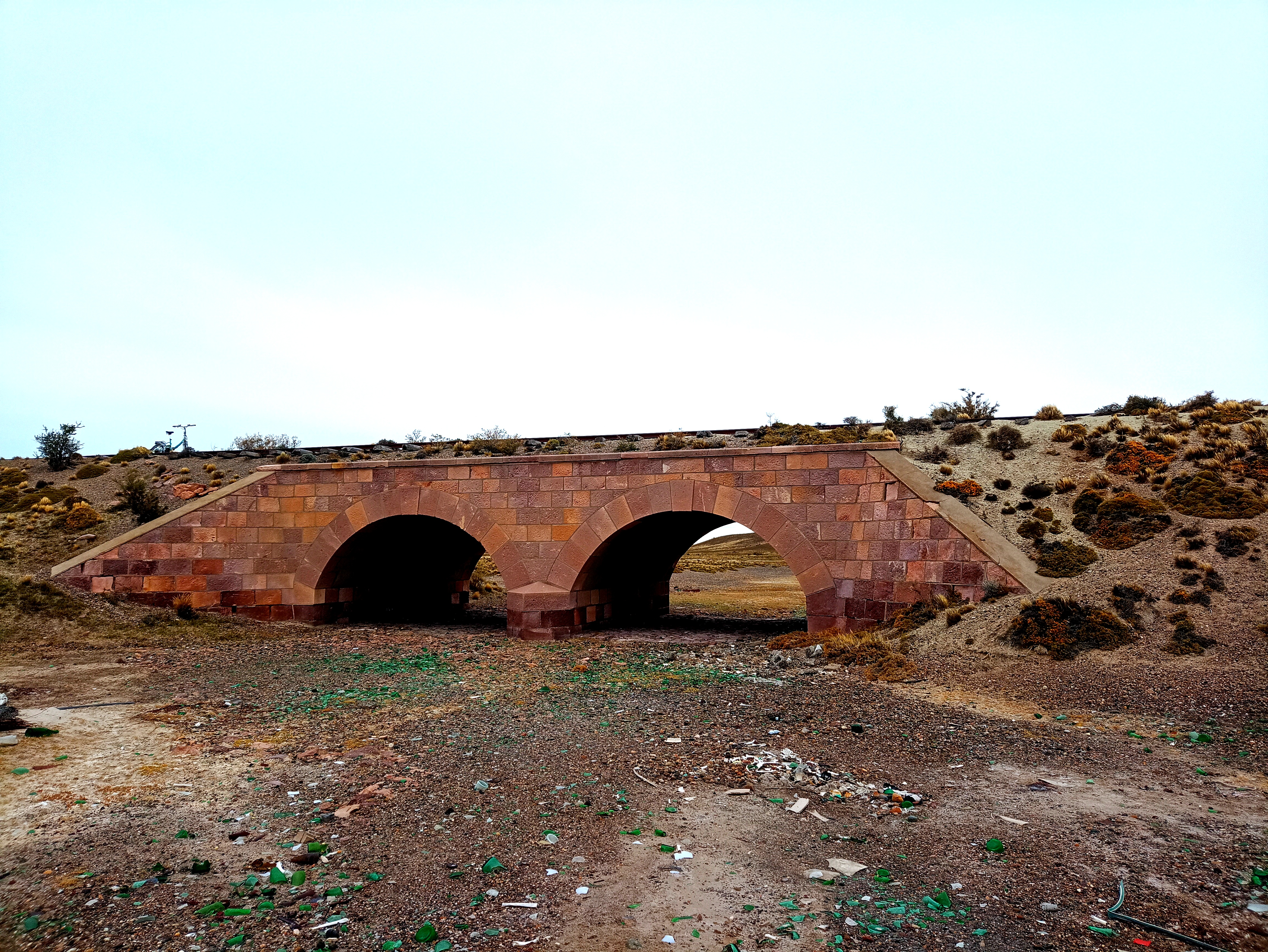
Puente alcantarilla antes de alcanzar a la estación Pampa Alta, el mas grande de todo el tendido.
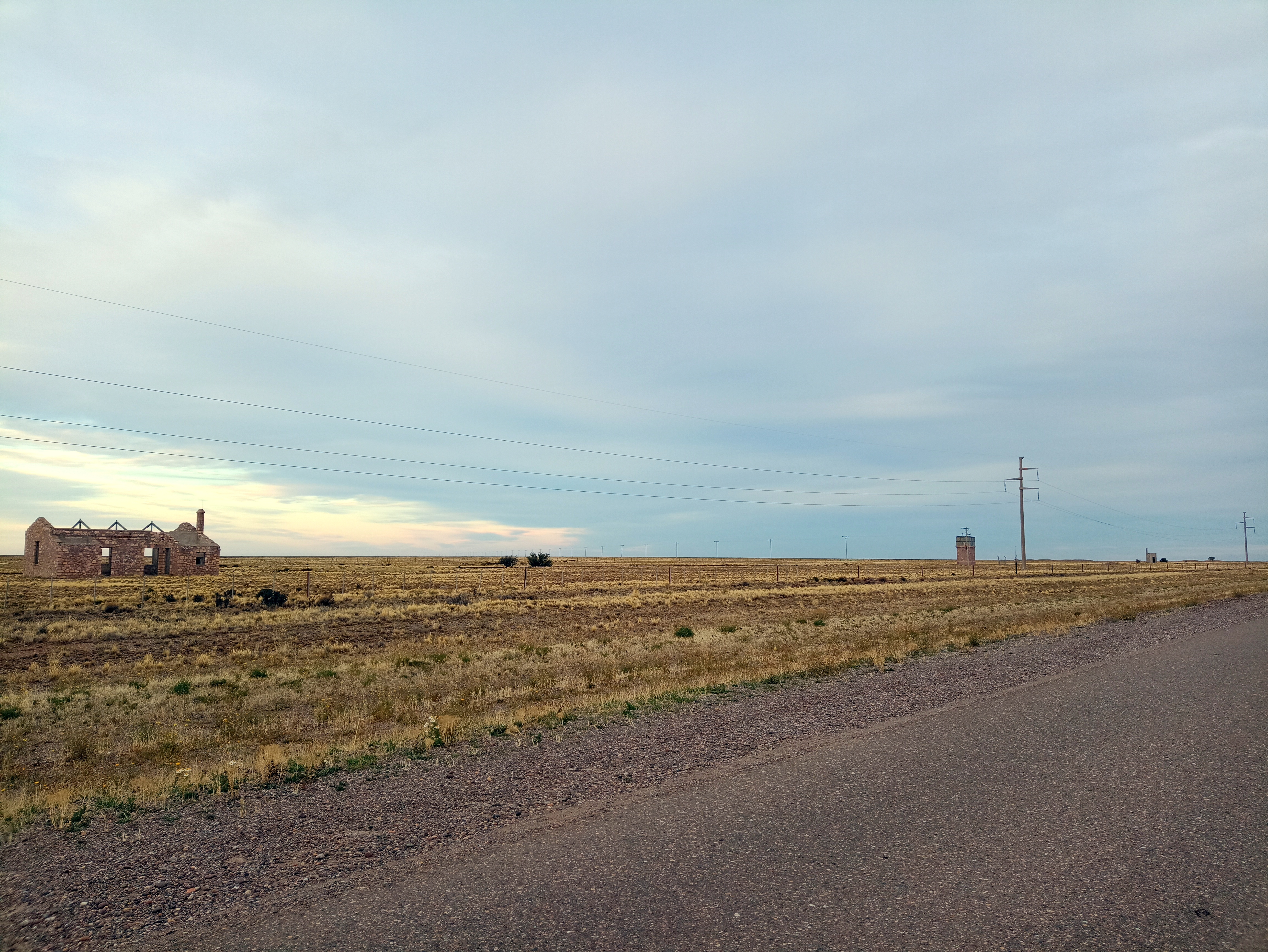
Las ruinas de lo que fueron las instalaciones de Pampa Alta
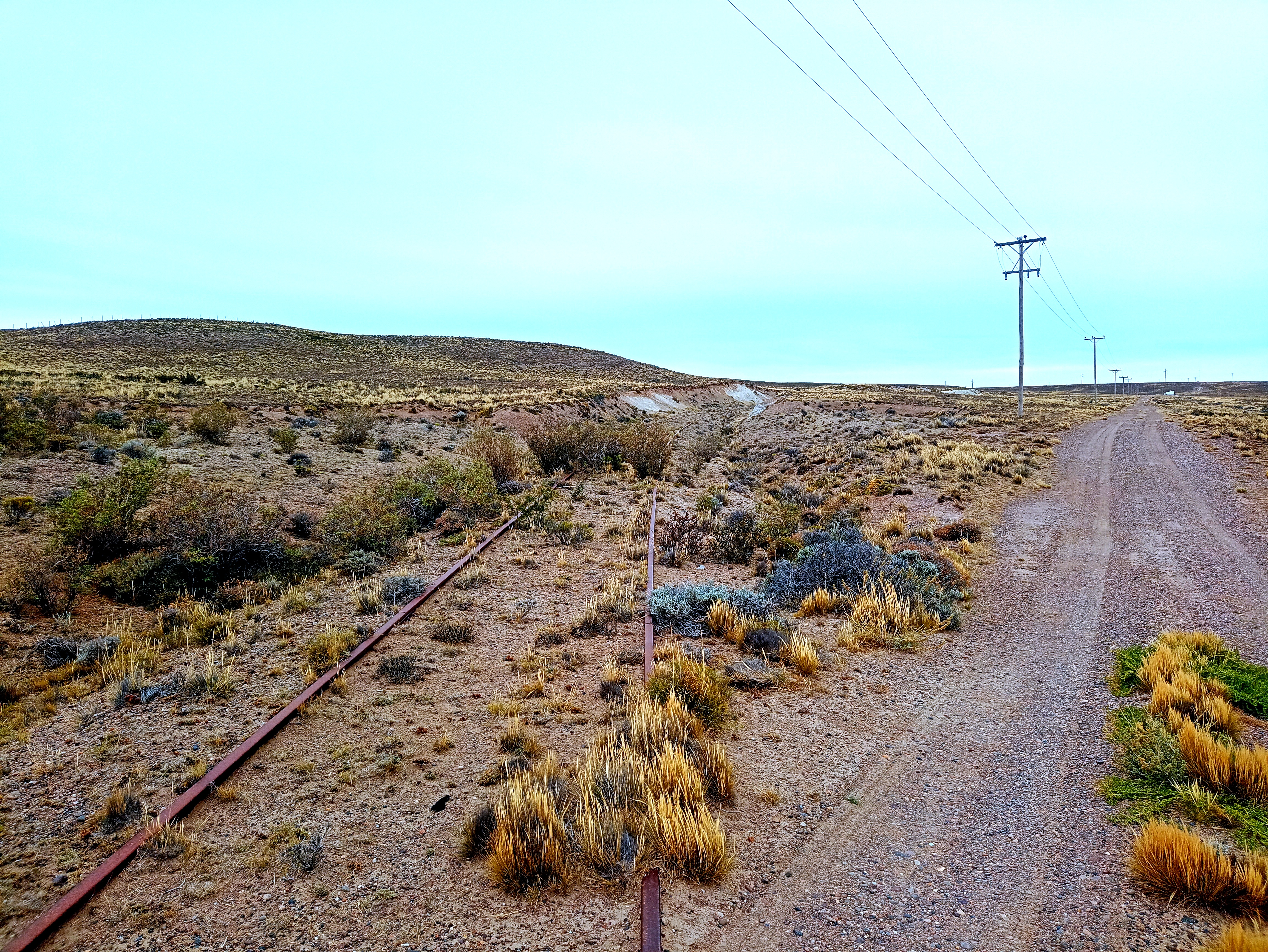
La vía en dirección a estación Pampa Alta. Nótese la gran cantidad de bardas que los obreros tuvieron q nivelar para logra acceder a la zona.